# NGC 1259

NGC 1259

NGC 1259 في الفهرس العام الجديد، هي مجرة، تقع في كوكبة حامل رأس الغول. اكتشفت في 21 أكتوبر 1884 .

## روابط خارجية
- NGC 1259 على موقع ويكي سكاي: DSS2, SDSS, GALEX, IRAS, Hydrogen α, X-Ray, Astrophoto, Sky Map, Articles and images